# Деребах
Деребах (њем. Dörrebach) општина је у њемачкој савезној држави Рајна-Палатинат. Једно је од 119 општинских средишта округа Бад Кројцнах. Према процјени из 2010. у општини је живјело 697 становника. Посједује регионалну шифру (AGS) 7133025.

## Географски и демографски подаци
Деребах се налази у савезној држави Рајна-Палатинат у округу Бад Кројцнах. Општина се налази на надморској висини од 363 метра. Површина општине износи 13,1 km². У самом мјесту је, према процјени из 2010. године, живјело 697 становника. Просјечна густина становништва износи 53 становника/km².